# Jordan Nolan
Jordan Nolan, född 23 juni 1989, är en kanadensisk professionell ishockeyspelare som är kontrakterad till NHL-organisationen St. Louis Blues och spelar för deras primära samarbetspartner San Antonio Rampage i AHL.
Han har tidigare spelat på NHL-nivå för Los Angeles Kings och Buffalo Sabres, och på lägre nivåer för Manchester Monarchs i AHL, Ontario Reign i ECHL samt Sault Ste. Marie Greyhounds, Windsor Spitfires och Erie Otters i OHL.
Nolan draftades i sjunde rundan i 2009 års draft av Los Angeles Kings som 186:e spelare totalt.
Han är son till ishockeytränaren och före detta ishockeyspelaren Ted Nolan och har en äldre bror; Brandon som spelade sex NHL-matcher för Carolina Hurricanes under sin aktiva spelarkarriär.
Jordan Nolan tillhör folkslaget Ojibwa, som ingår i First Nations.
Den 5 juli 2018 skrev han på ett ettårskontrakt med St. Louis Blues till ett värde av 650 000 dollar.